# Theuns Jordaan

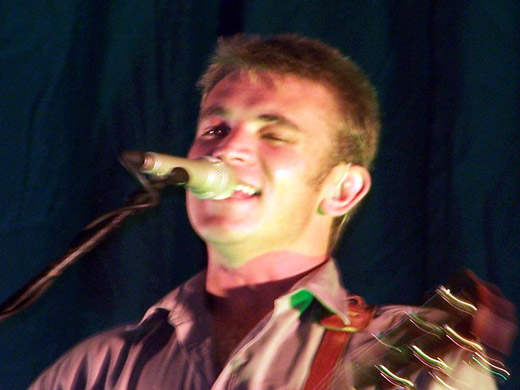
Theuns Jordaan

Theuns Jordaan (* 10. Januar 1971 in Südafrika; † 17. November 2021) war ein südafrikanischer Sänger, Komponist und Gitarrist. Er war in seiner Heimat äußerst populär. Seine ersten zwei Alben erreichten Platinstatus.
Er starb am 17. November 2021 im Alter von 50 Jahren an einer Leukämie-Erkrankung.

## Diskographie
- Vreemde stad (1999)
- Tjailatyd (2002)
- Seisoen (2005)
- Grootste Treffers (2007)
- Bring Jou Hart – mit Juanita du Plessis (2008)
- Driekuns (2009)
- Kouevuur – Die musiek van Koos Du Plessis (2009)
- Agter Slot & Grendel (2020)